# Què va arribar llavors?
Què va arribar llavors? (títol original en anglès: Quatermass and the Pit) és una pel·lícula britànica dirigida per Roy Ward Baker, estrenada el 1967.
Es tracta del tercer llargmetratge on intervé el personatge de Bernard Quatermass, creat per Nigel Kneale per la BBC, després de The Quatermass Xperiment, 1955 i Quatermass 2, 1957, dos films de Val Guest.Ha estat doblada al català.

## Argument
En els treballs de prolongació de la línia «Hobbs Lane» del metro londinenc, els obrers fan el descobriment d'ossaments fòssils empresonats en argila; els esquelets són d'humanoïdes de petita talla i de desenvolupat. Llavors, es descobreix igualment un artefacte de grans dimensions, fet d'un material extremadament resistent i qui no sembla metall. L'exèrcit pensa que es tracta d'un míssil i fa evacuar l'estació de metro que s'ha convertit en el centre de curiositats. El professor Quatermass, físic reputat, és cridat per estudiar la qüestió…

## Repartiment
- James Donald: Dr. Mathew Roney
- Andrew Keir: Professor Bernard Quatermass
- Barbara Shelley: Barbara Judd
- Julian Glover: el coronel Breen
- Duncan Lamont: Sladden
- Bryan Marshall: el capità Potter
- Peter Copley: Howell
- Edwin Richfield: el ministre
- Grant Taylor: el sergent de policia Ellis
- Maurice Good: el sergent Cleghorn
- Robert Morris: Jerry Watson
- Sheila Steafel: un periodista
- Hugh Futcher: Sapper West
- Hugh Morton: el més veterà dels periodistes
- Thomas Heathcote: El pastor
- Hugh Manning: Un client del cafè